# Constance Ejuma
Constance Ejuma, née au Cameroun, est une actrice, scénariste et productrice camerounaise.

## Biographie

### Études
Elle fait ses études à l’université de Toronto au Canada. Ensuite, elle poursuit ses études à l’université de Leicester en Angleterre en 2022 où elle obtient son diplôme en master en communication de masse, en suite, elle obtient dans la même université un diplôme honorifique de docteur en lettre,,.

### Carrière
Après ses études de théâtre à l’université, elle décide de se rendre à Los Angeles pour entamer sa carrière dans le cinéma. Elle fait son apparition dans la série scorpion et Black Panther.

## Filmographie
- 2021 : Good doctor[6].
- 2021 : Val[6].
- 2020 : SEAL Team, saison 4[6].
- 2017 : Futur Man, saison 1[6].
- 2017 : Scorpion, saison 4[6].
- 2016 : Esprits criminels : Unité sans frontières[6].
- 2011 : Southland, saison 3[6].
- 2009 : Monk, saison 8, épisode 2[6].

## Prix
- Meilleure interprétation féminine aux festivals SAG awards et African Movie Academy[1].